# 黄民伟
黄民伟（1912年—1998年5月22日），原名王杰臣，曾用名王仁轩，河南滑县人，中华人民共和国政治人物，中华全国总工会原副主席，第三、四届全国政协委员。